# La Soca

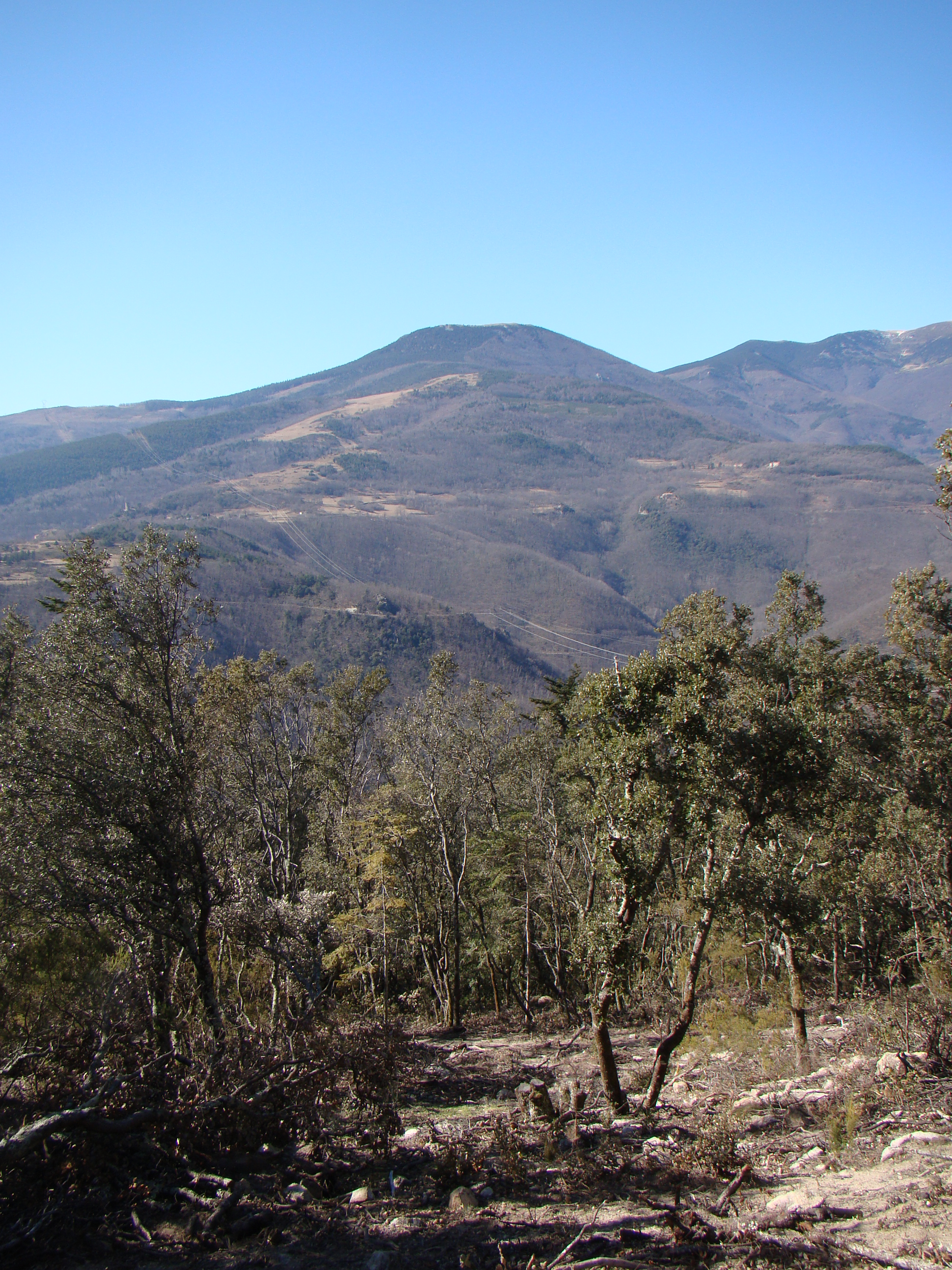
La Soca, vista des de la Caixa de Rotllan

La Soca, o Pic de la Souque en francès, és una muntanya de 1635 m. situada a la partió de les valls, i de les comunes, de Cortsaví i Montferrer, a la comarca nord-catalana del Vallespir.
És uns quilòmetres al sud de la Serra del Roc Negre (amb altituds de més de 2.700 m.), serra que li fa de pantalla per davant del majestuós Canigó (2.780 m), al massís del qual forma part. L'ascensió es fa des del Cortal de la Canaleta, amb camins des de Montferrer, però també des de Cortsaví i el Tec.
Aquest cim està inclòs al llistat dels 100 cims de la FEEC
La Soca és un lloc de pas molt freqüentat en les rutes d'ascensió al Canigó, o de travessa pel seu massís, 